# Irene Steer
Irene Steer, po mężu Nicholson (ur. 10 sierpnia 1889 w Cardiff, zm. 18 kwietnia 1977 tamże) – walijska pływaczka reprezentująca Wielką Brytanię, złota medalistka igrzysk olimpijskich (1912). 

## Kariera pływacka
Podczas V Letnich Igrzysk Olimpijskich w Sztokholmie w 1912 roku, Steer wystartowała w dwóch konkurencjach pływackich. W półfinale 100 metrów stylem dowolnym z powodu zderzenia się z inną zawodniczką została zdyskwalifikowana. Steer wystartowała także na czwartej zmianie brytyjskiej sztafety 4 × 100 m stylem dowolnym. Czasem 5:52,8 ekipa Brytyjek zdobyła złoty medal i ustanowiła nowy rekord świata.
Steer była niepokonana na dystansie 100 jardów stylem dowolnym na mistrzostwach Walii, wygrywając złoto siedem lat z rzędu - od 1907 do 1913 roku, po którym zakończyła karierę. Reprezentowała klub Cardiff Ladies Premier SC, w którego barwach wygrała mistrzostwa kraju w 1913 ustanawiając nowy rekord na 100 jardów. Po zakończeniu kariery wyszła za mąż za Williama Nicholsona, prezesa Cardiff City F.C.